# Clausola di colpevolezza per la guerra
La Clausola di colpevolezza per la guerra del Trattato di Versailles del 1919, costrinse la Germania ad accettare la piena responsabilità per l'inizio delle ostilità nella prima guerra mondiale.
La clausola viene generalmente identificata nell'Articolo 231 del Trattato di Versailles: "Gli Alleati e i Governi Associati affermano, e la Germania accetta, la responsabilità della Germania e dei suoi alleati per aver causato tutte le perdite ed i danni che gli Alleati ed i Governi Associati e i loro cittadini hanno subito come conseguenza della guerra loro imposta dall'aggressione della Germania e dei suoi alleati."